# Cap Taillat
Le cap Taillat, aussi appelé cap Cartaya  est un cap français situé dans le département du Var, au sud de la presqu'île de Saint-Tropez. Il marque la limite entre les communes de Ramatuelle et de la Croix-Valmer. Il a la particularité d’être relié à la cote par un isthme sableux (un tombolo).
En raison de la richesse de la flore et de la faune, le site regroupant les caps Camarat, Lardier et Taillat fait l'objet de mesures de protection du Conservatoire du littoral. Le cap Taillat est un site classé et inscrit, zone NATURA 2000 (FR9301624), zone naturelle d'intérêt écologique faunistique et floristique (ZNIEFF 930012545) et fait partie de la zone d'adhésion du Parc national de Port-Cros.
La totalité du cap Taillat a été réduite en cendres le 24 juillet 2017 par un incendie qui a également touché le cap Lardier (550 hectares détruits). Il subit également à partir du 16 octobre 2018 une pollution aux hydrocarbures à la suite de la collision, neuf jours plus tôt, de deux navires marchands au large du cap Corse : l’Ulysse et le Virginia,

## Photographies

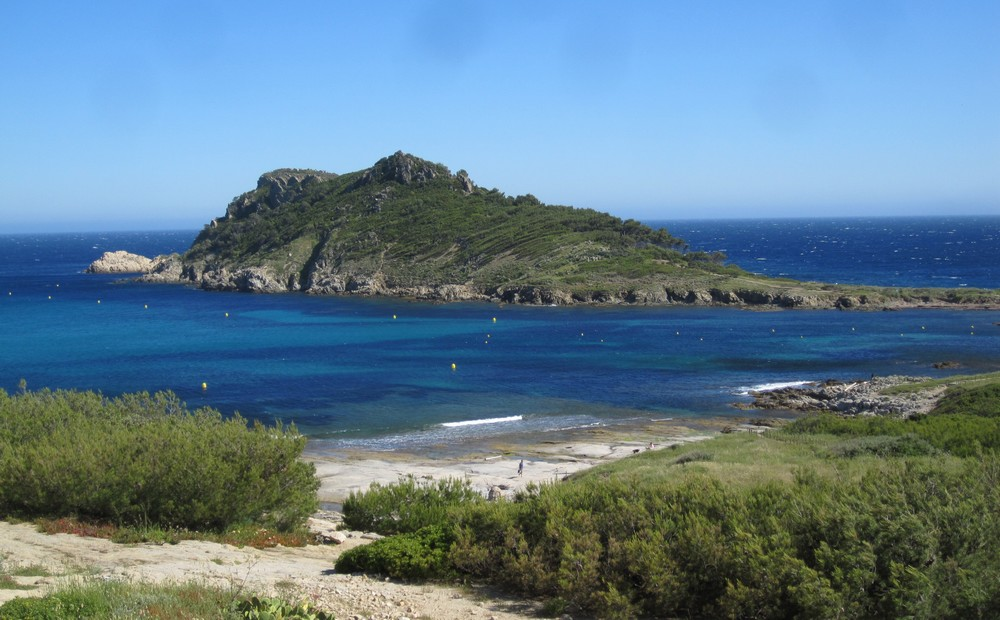
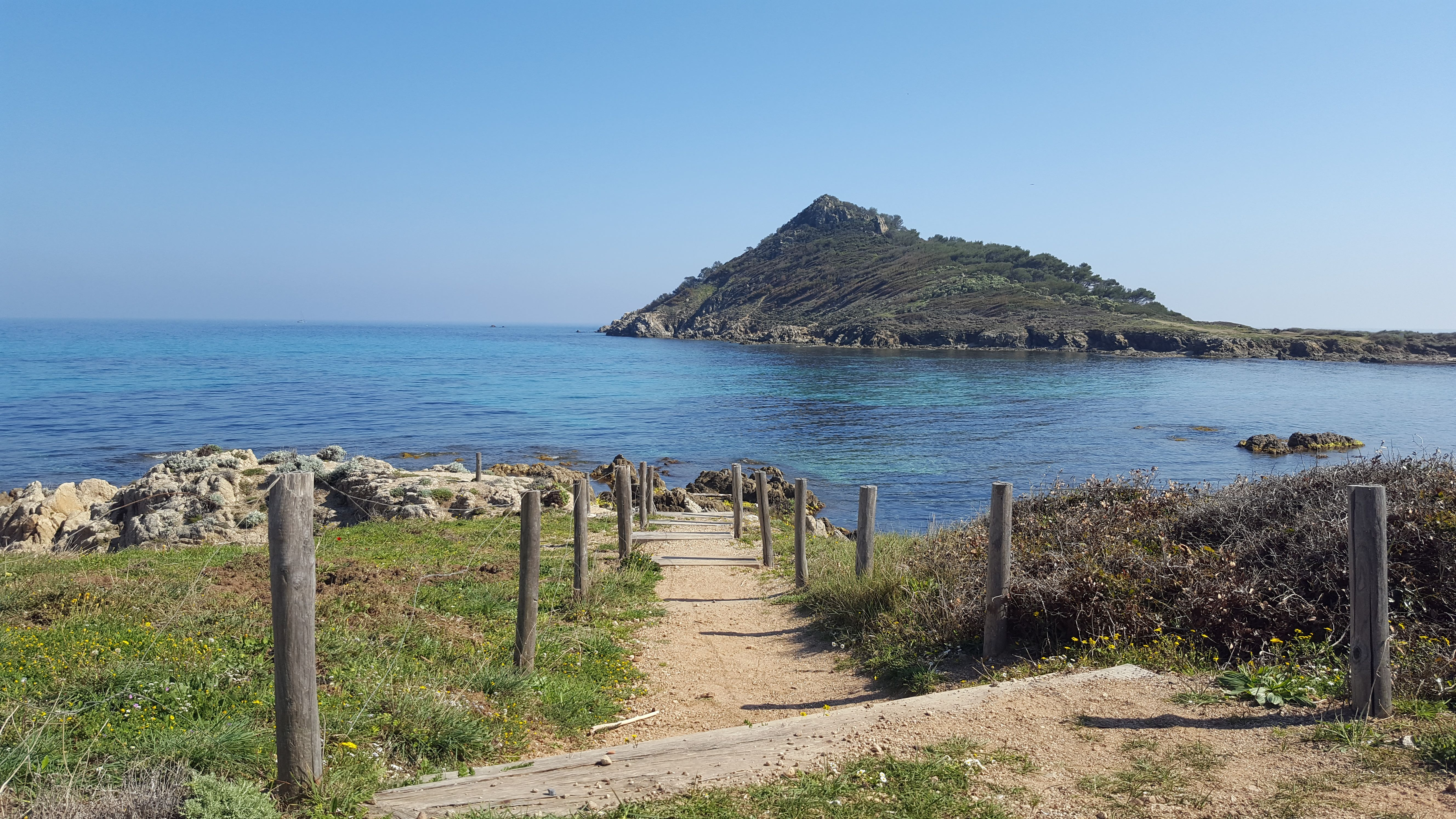
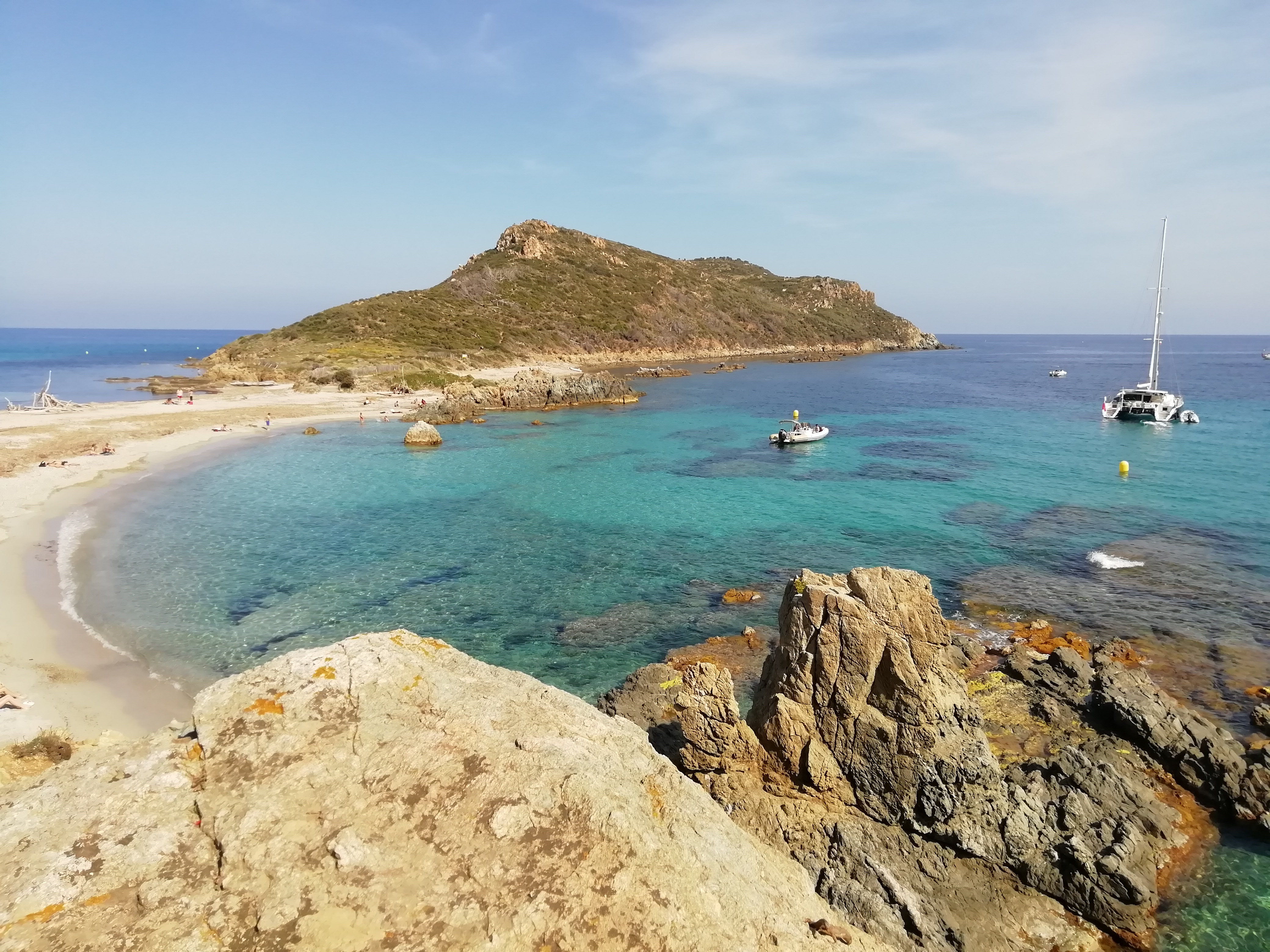
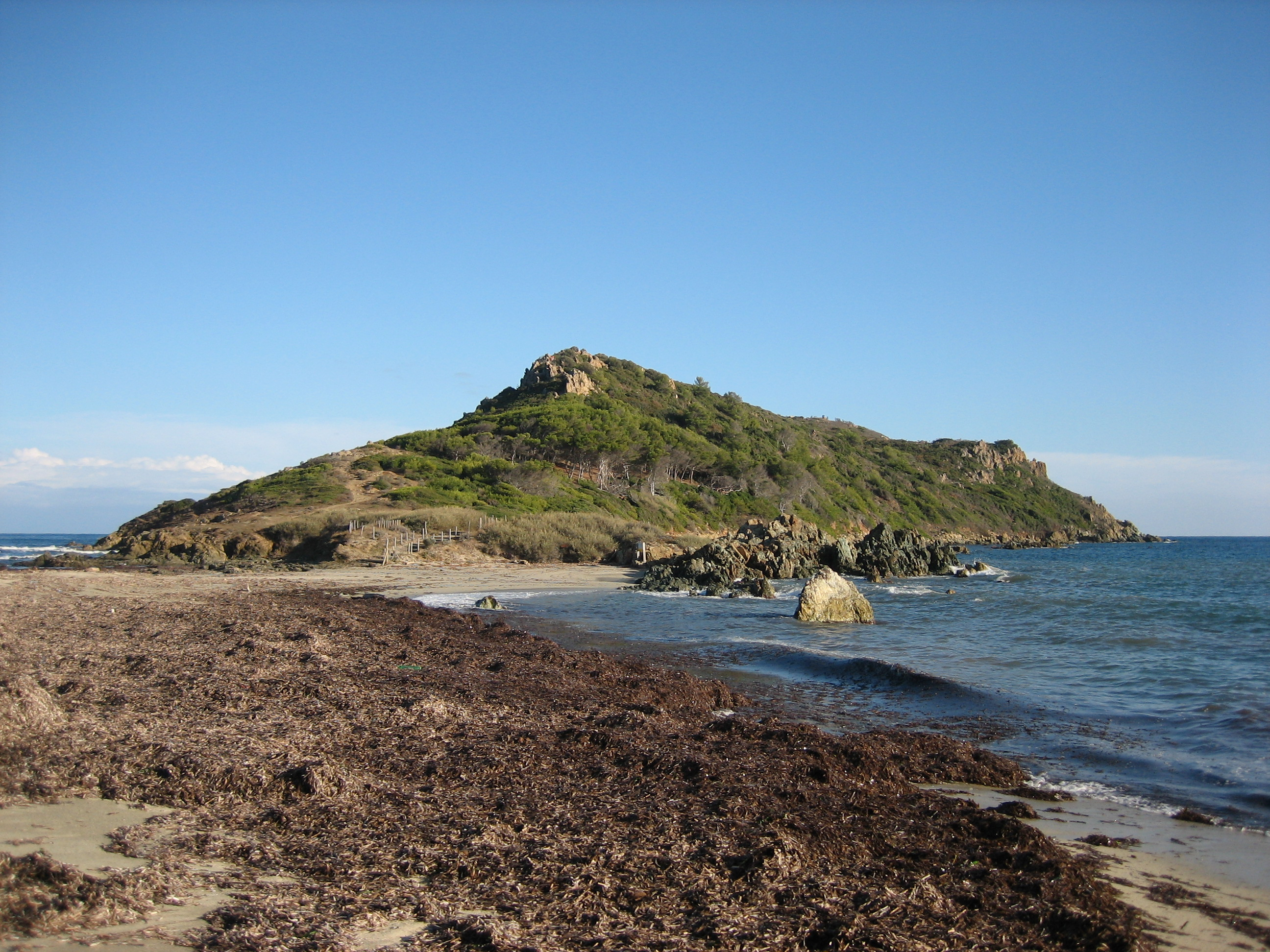
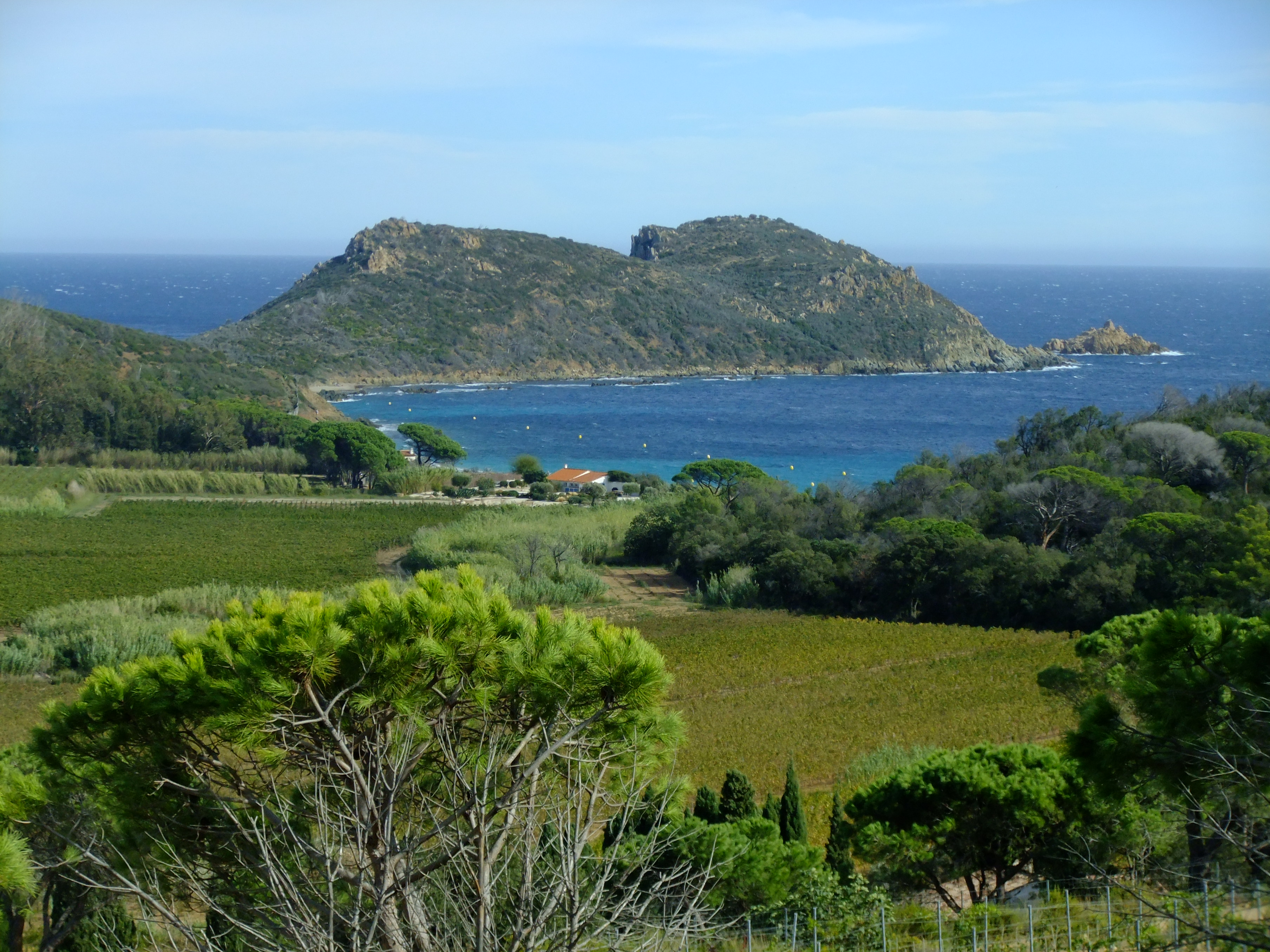